# Moranbah
Moranbah är en ort i Australien. Den ligger i kommunen Isaac och delstaten Queensland, omkring 790 kilometer nordväst om delstatshuvudstaden Brisbane.
Trakten runt Moranbah är nära nog obefolkad, med mindre än två invånare per kvadratkilometer..
Omgivningarna runt Moranbah är i huvudsak ett öppet busklandskap.  Genomsnittlig årsnederbörd är 807 millimeter. Den regnigaste månaden är januari, med i genomsnitt 156 mm nederbörd, och den torraste är augusti, med 19 mm nederbörd.